# Magnolia lenticellata
Espèce
Statut de conservation UICN

 EN B1ab(iii,v) : En danger
Magnolia lenticellata est une espèce de plantes à fleurs de la famille des Magnoliacées. C'est arbre endémique Colombie.

## Description
C'est un arbre.

## Répartition et habitat
L'espèce est endémique de Colombie.